# خط طول 43° شرق
خط طول 43° شرق هو أحد خطوط الطول الجغرافية، والتي تمتد من القطب الشمالي الجغرافي إلى القطب الجنوبي الجغرافي، وحسب التحويل الزمني يتقدم خط طول 43° شرق عن خط غرينتش بساعتين و52 دقيقة.

## من القطب إلى القطب
ينطلق خط طول 43° شرق من القطب الشمالي نحو القطب الجنوبي مرورا بالمناطق التي ترد في الجدول التالي:
| الإحداثيات                         | البلد أو الإقليم أو البحر | ملاحظات |
| ---------------------------------- | ------------------------- | --- |
| 90°0′N 43°0′E / 90.000°N 43.000°E  | المحيط المتجمد الشمالي    | |
| 80°32′N 43°0′E / 80.533°N 43.000°E | بحر بارنتس                | |
| 68°37′N 43°0′E / 68.617°N 43.000°E | البحر الأبيض              | |
| 66°24′N 43°0′E / 66.400°N 43.000°E | روسيا                     | |
| 43°6′N 43°0′E / 43.100°N 43.000°E  | جورجيا                    | |
| 41°24′N 43°0′E / 41.400°N 43.000°E | تركيا                     | |
| 37°20′N 43°0′E / 37.333°N 43.000°E | العراق                    | |
| 30°28′N 43°0′E / 30.467°N 43.000°E | السعودية                  | |
| 16°31′N 43°0′E / 16.517°N 43.000°E | اليمن                     | |
| 14°23′N 43°0′E / 14.383°N 43.000°E | البحر الأحمر              | |
| 12°53′N 43°0′E / 12.883°N 43.000°E | إرتريا                    | |
| 12°39′N 43°0′E / 12.650°N 43.000°E | جيبوتي                    | |
| 11°48′N 43°0′E / 11.800°N 43.000°E | خليج تاجورة               | |
| 11°35′N 43°0′E / 11.583°N 43.000°E | جيبوتي                    | |
| 11°3′N 43°0′E / 11.050°N 43.000°E  | الصومال                   | صوماليلاند |
| 10°6′N 43°0′E / 10.100°N 43.000°E  | إثيوبيا                   | |
| 4°27′N 43°0′E / 4.450°N 43.000°E   | الصومال                   | |
| 0°7′N 43°0′E / 0.117°N 43.000°E    | المحيط الهندي             | Passing just west of القمر الكبرى island, جزر القمر · Passing just east of جزيرة جوان دي نوفا, أراض فرنسية جنوبية وأنتارتيكية · Passing just west of the coast of مدغشقر |
| 60°0′S 43°0′E / 60.000°S 43.000°E  | المحيط الجنوبي            | |
| 68°4′S 43°0′E / 68.067°S 43.000°E  | القارة القطبية الجنوبية   | أرض الملكة مود, المطالب الإقليمية بالقارة القطبية الجنوبية by النرويج |